# Axel Liljestrand
Axel Herman Liljestrand, född 13 juni 1870 i Tjureda socken, död 7 oktober 1908 i Belingwe, Rhodesia, var en svensk missionär.
Axel Liljestrand var son till folkskolläraren Johan Peter Liljestrand. Han växte upp i ett fattigt hem, präglat av bokstavstroende kristendom, och med inriktningen att bli missionär. Han avlade mogenhetsexamen i Växjö 1888, blev teologie kandidat vid Uppsala universitet 1892 och tjänstgjorde som präst i Heds socken och i Köping 1894. 1894 antogs han som Svenska kyrkans missionär i Sydafrika, dit han ankom 1895 efter språkstudier i London. Han var bosatt på missionsstationen Appelsbosch i Natal där han bedrev missionsarbete bland zuluerna, som han skildrade i smärre missionsskrifter. Från 1899 var han stationerad på Oscarsberg i Natal, där arbetet trots boerkriget kunde fortsätta ostörd. 1902 ledde Liljestrand på uppdrag av Svenska kyrkans missionsstyrelse en missionsexpedition till Matabeleland i Rhodesia, Efter en strapatsfylld färd inrättade han sig med sin familj i en nyuppförd missionsstation i Vukwe, där han missionerade bland karangerna. Svåra förhållanden och återkommande insjuknande i malaria tvingade honom 1904 att återvända till Sverige. Åtföljd av två unga medarbetare återvände han 1908 till Rhodesia och Belingwe men insjuknade kort efter ankomsten i malaria och avled.